# テレーゼ・フォン・バイエルン
テレーゼ・フォン・バイエルン（ドイツ語: Therese von Bayern, 1850年11月12日 - 1925年9月19日）はバイエルン王国の摂政、ルイトポルト・フォン・バイエルンの娘である。民俗学者、動物学者、旅行作家、慈善活動のリーダーとして働いた。

## 生涯
ルイトポルト・フォン・バイエルンの3番目の子供で唯一の娘であった。母親はトスカーナ大公レオポルド2世の娘アウグステ・フェルディナンデ・フォン・エスターライヒ＝トスカーナである。兄は後に、バイエルン王国最後の国王になるルートヴィヒである。
テレーゼは幼い頃から、各国語に習熟し、植物に強い興味を示した。いとこで廃位されたオットー1世と愛しあっていたともされる。テレーゼは一生結婚しなかった。バイエルンで女性が大学に入学できるようになるのは父親のルイトポルト・フォン・バイエルンが法律を改めた1903年のことであるので、テレーゼは家庭教師から地質学、植物学、人類学、動物学を学んだ。21歳の頃から、ヨーロッパや北アメリカの旅を始めた。おつきの女官を従えて非公式に各国を訪れた。多くの国で、その地方の花や動物を集めて、訪れた場所の博物学的な記述の含まれる著作を出版した。初期の作品は、"Th. v. Bayer"のペンネームで発表された。
1892年にバイエルン科学・人文アカデミーの女性として最初の名誉会員の称号を受け、同年ミュンヘン地理学会の名誉会員に選ばれた。1897年にミュンヘン大学から名誉博士号を得た。ベルリン民族学会の通信会員となり、テレーゼの没後、テレーゼの収集した南米の民俗学的資料はミュンヘン州立民族博物館に収蔵された。

## 著作
- Ausflug nach Tunis In: Jugendblätter 26,1880, S.545-571.
- Reiseeindrücke und Skizzen aus Russland. Stuttgart 1885.
- Über den Polarkreis. Leipzig 1889.
- Über einige Fischarten Mexicos und die Seen, in denen sie vorkommen. Wien 1895.
- Meine Reise in die Brasilianischen Tropen. Dietrich Reimer, Berlin 1897.
- Einiges über die Pueblo-Indianer. In: Völkerschau, 2 1902, 4-6, 38-42.
- Reisestudien aus dem westlichen Südamerika. 2 Bände. Dietrich Reimer, Berlin 1908.

## 評伝
- I. Hildebrandt. Bin halt ein zähes Luder. 15 Münchner Frauenporträts. München 1995. 43-54, 154-155.
- M. A. Panzer, E. Plößl (Hrsg.): Bavarias Töchter. Frauenporträts aus fünf Jahrhunderten. Regensburg 1997. 136-138.
- H. Bußmann, E. Neukum-Fichtner (Hrsg.): Ich bleibe ein Wesen eigener Art - Prinzessin Therese von Bayern: Wissenschaftlerin, Forschungsreisende, Mäzenin (1850-1925). München 1997.
- Mary R. S. Creese. Ladies in the Laboratory II: West European Women in Science, 1800-1900, A Survey of Their Contributions to Research. Lanham, Maryland: Scarecrow, 2004.